# 69

69(육십구)는 68보다 크고 70보다 작은 자연수다.

## 수학
- 합성수로, 그 약수는 1, 3, 23, 69다. 진약수의 합은 27이므로, 69는 부족수다.
  - 24번째 반소수다. 앞의 반소수는 65, 다음 반소수는 74다.
- 3번째 이십사각수다. 앞의 이십사각수는 24, 다음은 136이다.
- {\displaystyle 69=12+22+35=8+21+40}
  - 연속하는 세 오각수(12, 22, 35)의 합으로 나타낼 수 있는 수다. 이 성질을 지닌 앞의 수는 39, 다음 수는 108이다.
  - 연속하는 세 팔각수(8, 21, 40)의 합으로 나타낼 수 있는 수다. 이 성질을 지닌 앞의 수는 30, 다음 수는 126이다.
- {\displaystyle 69=2^{2}+4^{2}+7^{2}}
  - 서로 다른 세 자연수의 제곱합으로 나타낼 수 있는 수다.

## 과학
- 툴륨(Tm)의 원자번호.
- NGC 69: 안드로메다자리 방향에 있는 렌즈형은하.

## 교통
- 고속도로
  - 주간고속도로 제69호선: 인디애나주 인디애나폴리스에서 미시간주 포트휴런까지 이어지는 미국의 주간고속도로.
  - 유럽 고속도로 69호선: 노르웨이 노스케이프(영어판)에서 올더피요르(영어판)까지 이어지는 유럽 고속도로.

- 국도 제69호선
  - 미국 69번 국도: 텍사스주 포트아서에서 미네소타주 앨버트리까지 이어지는 미국의 국도.

- 기타 도로
  - 현도 제69호선

## 군사
- U-69: 독일의 군용 잠수함. 제1차 세계 대전에 사용된 1915년제 모델(영어판)과 제2차 세계 대전에 사용된 1940년제 모델(영어판)이 있다.

## 문화유산
- 대한민국의 국보 제69호: 심지백 개국원종공신녹권
- 대한민국의 보물 제69호: 경주 망덕사지 당간지주
- 대한민국의 사적 제69호: 부안 유천리 요지

## 방송
- 스카이라이프의 씨네트리 채널 번호.
- 지니 TV의 TV조선2 채널 번호.
- B tv의 펀TV 채널 번호.
- U+ TV의 MBC 온 채널 번호.
- LG헬로비전의 채널 나우 채널 번호.
- B tv 케이블의 캐치온1 채널 번호.
- KT HCN의 아시아N 채널 번호.

## 작품
- 《69 식스티 나인》(2004): 일본의 코미디 드라마 영화. 무라카미 류의 소설 《69》를 각색한 것이다.

## 기타
- 날짜: 6월 9일
- 연도: 69년, 기원전 69년
- 69체위: 흔히 2명이 상호간에 하는 구강 성교자세 같다고 하며, 성인사이트에서 69라는 말이 흔히 쓰인다. 그래서 대한민국의 포털사이트에서는 성인인증을 하고 검색해야 검색할 때 나오는 모든 자료를 볼 수 있다.
- 2010년 발생한 칠레 산호세광산 붕괴 사고에서 매몰 이후 광부들을 구조할 때까지 69일이 걸렸다.
- 2011년 사망한 무아마르 카다피과 김정일의 사망 시 만 나이.
- 소비에트 사회주의 공화국 연방은(1922~1991) 건국 후 69년만에 해체되었다.

## 같이 보기
- 96